# Ora Good Cat
Ora Good Cat – elektryczny samochód osobowy klasy kompaktowej produkowany pod chińską marką Ora od 2020 roku.

## Historia i opis modelu

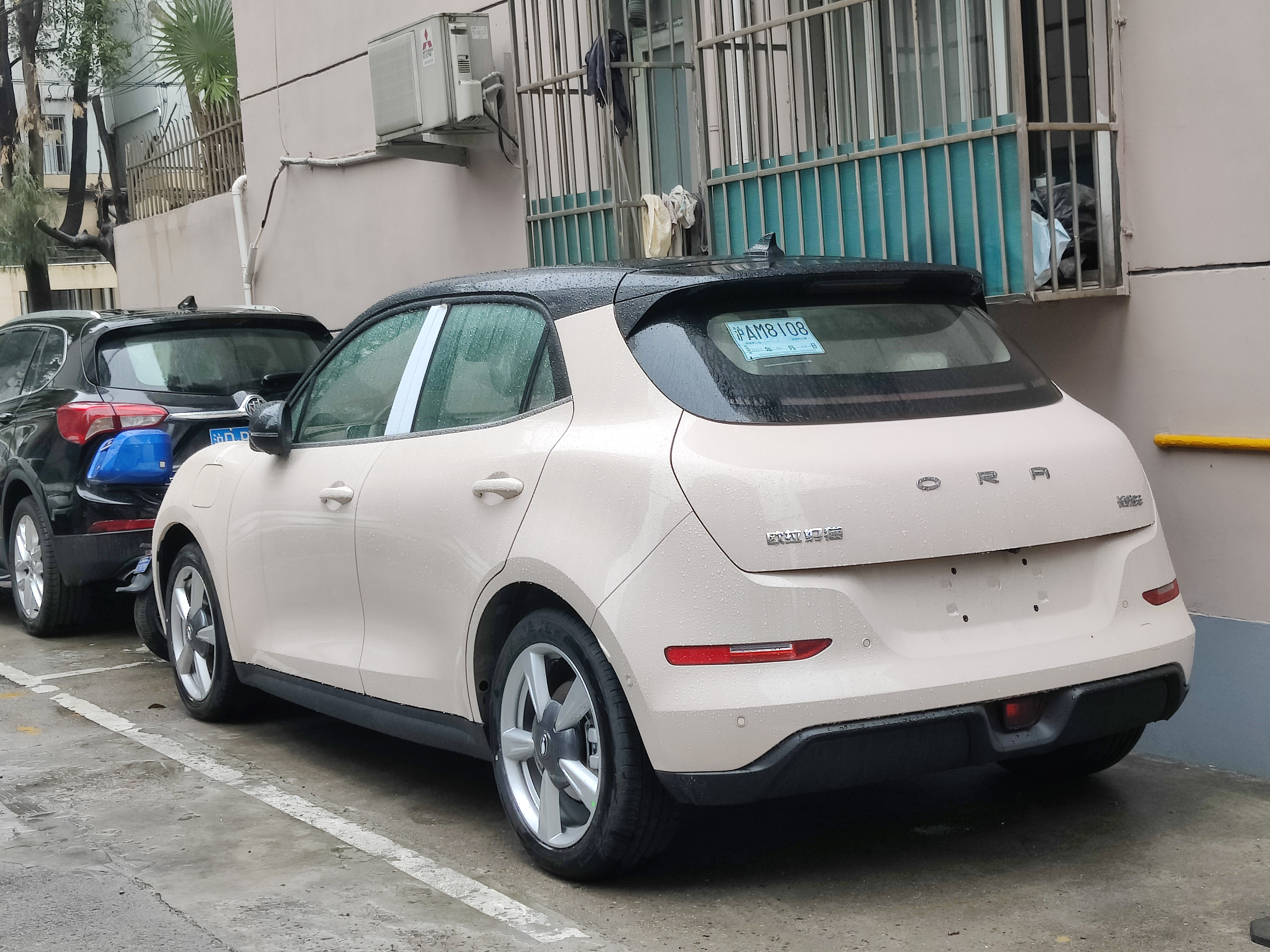
Ora Good Cat - tył

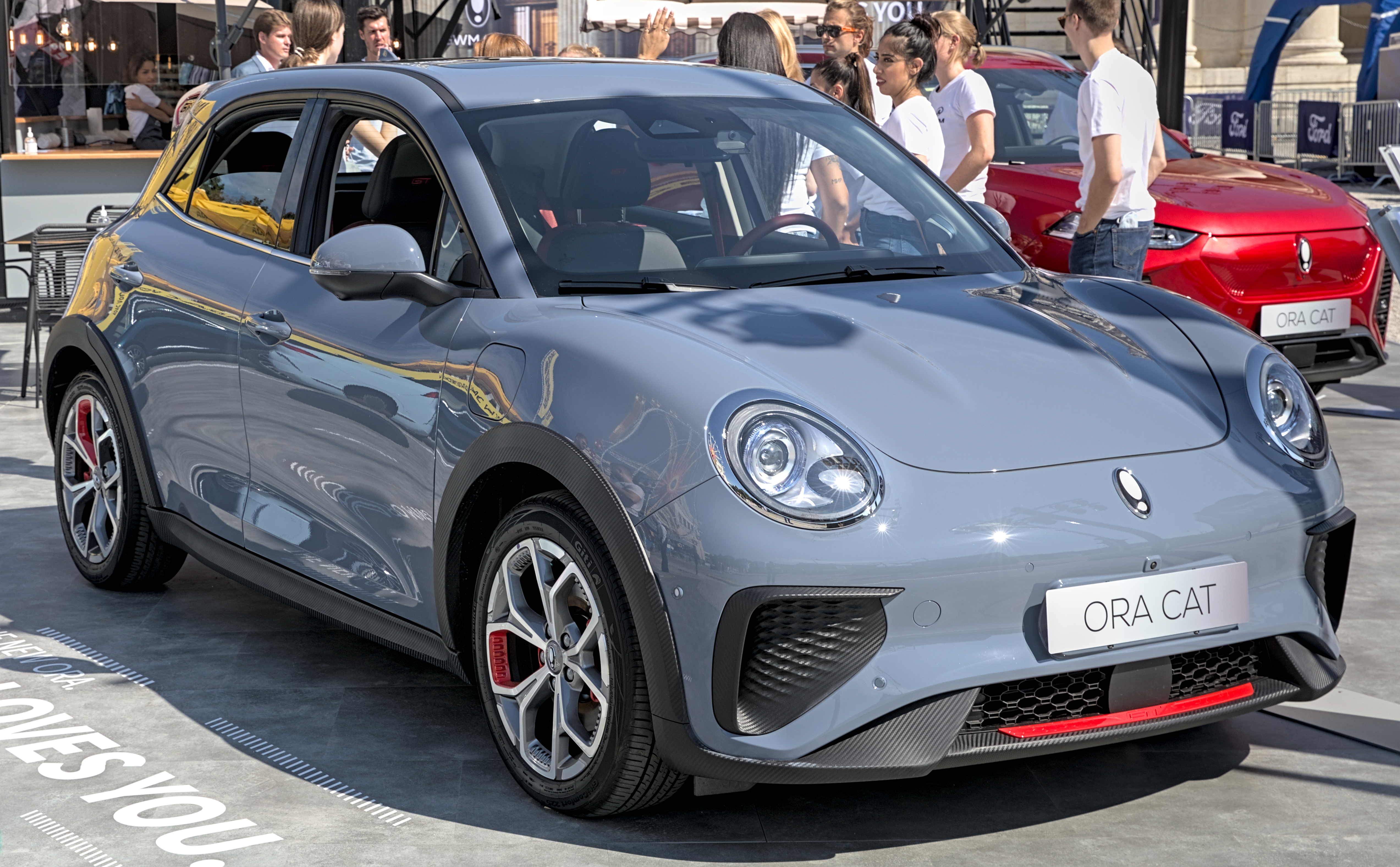
Ora Good Cat GT

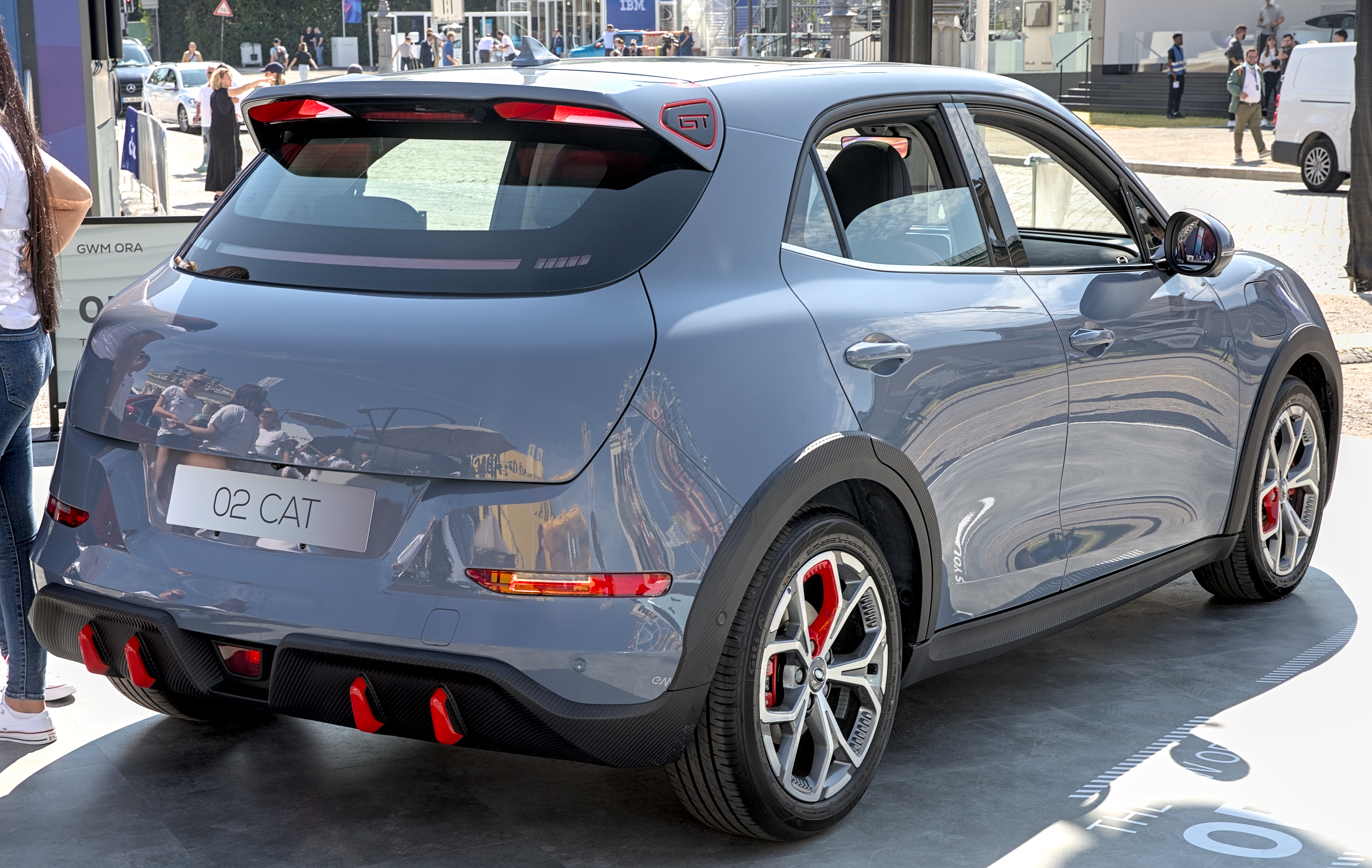
Ora Good Cat GT - tył

Kolejnym elementem ofensywy modelowej chińskiej marki samochodów elektrycznych Ora było przedstawienie w lipcu 2020 roku kompaktowego hatchbacka Good Cat utrzymanego w estetyce retro. Samochód zyskał charakterystyczne, obłe proporcje, z wyraźnie zarysowanymi nadkolami i szeroko rozstawionymi reflektorami o owalnym kształcie. Tylnej części przyozdobionej masywnymi nadkolami nadano z kolei nisko osadzone, wąskie reflektory na krawędzi zderzaka, które w nietypowy sposób uzupełnił pas świetlny schowany w dolnej krawędzi szyby w klapie bagażnika. Za awangardowy projekt Good Cata odpowiedzialny był były członek zespołu projektantów Porsche, Emmanuel Derta.
Kabina pasażerska została utrzymana w minimalistycznym wzornictwie kontrastującym z nieszablonową stylizacją nadwozia. Na tunelu środkowym umieszczono m.in. pokrętło do zmiany trybów jazdy, a także ładowarkę indukcyjną. Jedynymi przyciskami na desce rozdzielczej pozostał panel do podstawowych skrótów pojazdu, z kolei większość funkcji przypisano panelowi dwóch ekranów o przekątnej 10,25 cala ukrytymi pod jedną taflą. Jeden przyjął funkcję cyfrowych zegarów, z kolei drugi - dotykowego ekranu systemu multimedialnego. Poza dwuramienną kierownicą, wnętrze Ory Good Cat wyróżniło się możliwością nadania jej nietypowych, dwutonowych kombinacji kolorystycznych materiałów wykończeniowych.
Oprogramowanie samochodu było źródłem kontrowersji na rodzimym rynku chińskim, gdzie w styczniu 2022 ujawniono, że partia pojazdów z 2021 roku zamiast deklarowanego najnowszego procesora Qualcomm 8 zastosowano starszego Intela Atom z 2016 roku. Firma przeprosiła i poniosła z tego tytułu kary wynikające z lokalnego prawa.
We wrześniu 2022 europejska organizacja testów bezpieczeństwa nowych samochodów Euro NCAP przeprowadziła testy zderzeniowe, w wyniku których kompaktowy model Ory otrzymał 5 gwiazdek na 5 możliwych.

### Good Cat GT
W drugiej połowie 2021 roku przedstawiona została usportowiona odmiana Good Cat GT, która wyróżniła się rozbudowanymi modyfikacjami wizualnymi oraz technicznymi. Z zewnątrz samochód zyskał inne zderzaki z imitacją wlotów powietrza oraz tylnego dyfuzora, a także dodatkowy spojler i nakładki na progi wraz z obniżonym zawieszeniem i 18-calowymi sportowymi alufelgami. We wnętrzu zastosowano bardziej sportowo wyprofilowane fotele, a także materiały o czerwono-czarnej tonacji obejmującej wszystkie panele kabiny pasażerskiej. Do napędu Ory Good Cat GT wykorzystano mocniejszy o 28 KM, 171-konny silnik elektryczny, który rozwijając 210 Nm maksymalnego momentu obrotowego może rozpędzić się do 100 km/h w 6,9 sekundy i maksymalnie jechać 160 km/h. Bateria o pojemności 59,1 kWh pozwala przejechać ok. 480 kilometrów na jednym ładowaniu.

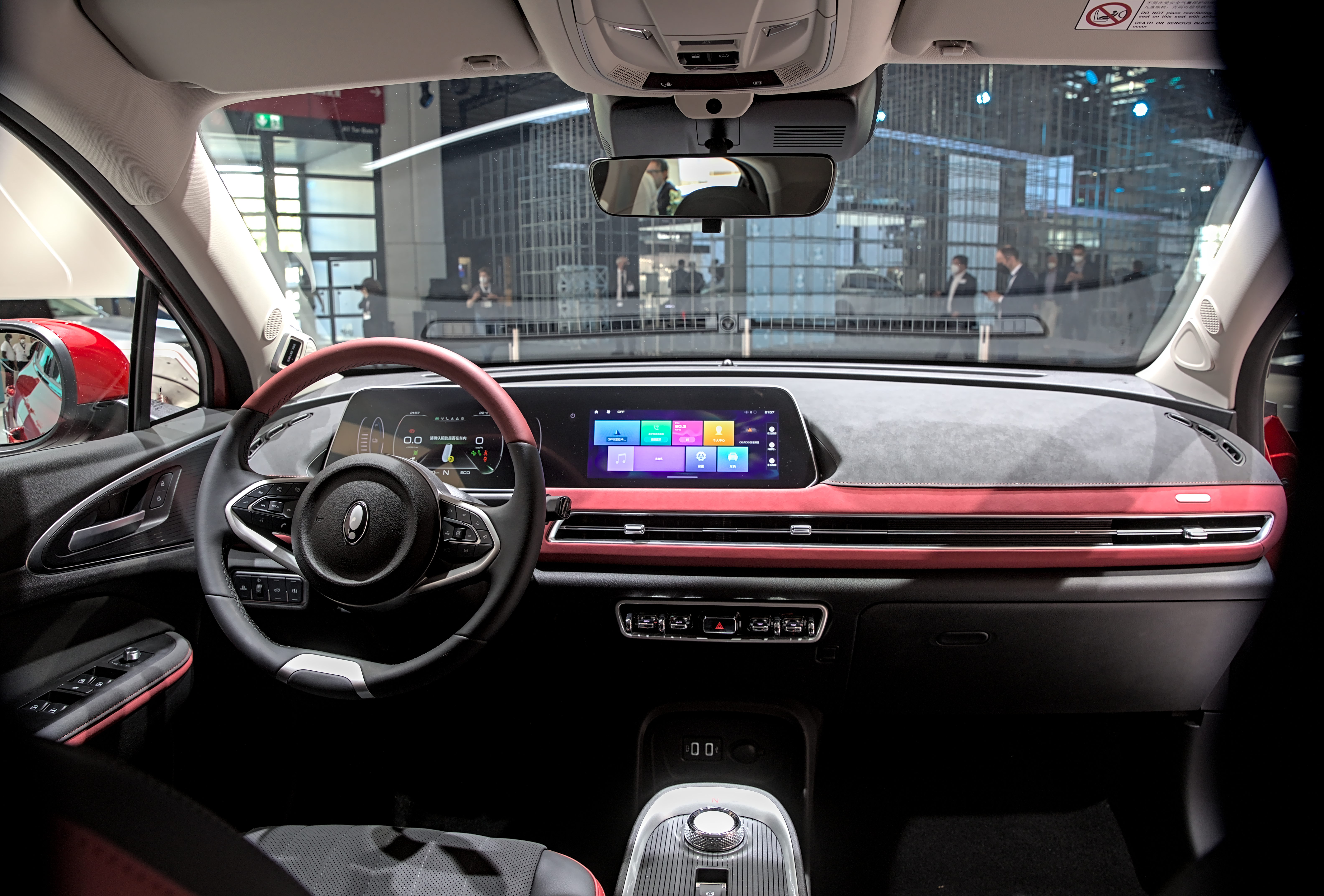
Ora Good Cat - kokpit

### Sprzedaż
Ora Good Cat w pierwszej kolejności zadebiutowała na rodzimym rynku chińskim, gdzie trafiła do sprzedaży pod koniec listopada 2020. Za pomocą tego modelu Ora rozpoczęła globalną ekspansję rynkową, rozpoczynając od uruchomienia oficjalnej dystrybucji w Tajlandii we wrześniu 2021. We wrześniu 2022 pod nazwą Ora Funky Cat samochód zadebiutował na rynku europejskim, trafiając do sprzedaży najpierw w Wielkiej Brytanii, by w grudniu poszerzyć swój zasięg także o Niemcy. Na początku 2023 roku jako GWM Ora uruchomiono sprzedaż także w Australii, Nowej Zelandii oraz RPA. Poczynając od 2024, w Europie Zachodniej wprowadzono korektę nazwy na GMW Ora 03.

### Dane techniczne
Ora Good Cat jest samochodem w pełni elektrycznym, do którego napędu wykorzystano 169-konny silnik o 249 Nm maksymalnego momentu obrotowego i sprincie od 0 do 100 km/h w 8,9 sekundy. Samochód trafił do sprzedaży w podstawowym wariancie z baterią 48 kWh, która pozwala przejechać na jednym ładowaniu ok. 310 kilometrów. Do wyboru jest także większy akumulator 63 kWh, który pozwala przejechać na jednym ładowaniu ok. 420 kilometrów.